# Silene pugionifolia
Silene pugionifolia är en nejlikväxtart som beskrevs av Popow. Silene pugionifolia ingår i släktet glimmar, och familjen nejlikväxter. Inga underarter finns listade i Catalogue of Life.